# Emblingia calceoliflora
Emblingia calceoliflora é a única espécie da família Emblingiaceae de plantas angiospérmicas (plantas com flor). É um arbusto oriundo do Oeste da Austrália.